# Hydroksyaminokwasy

Seryna

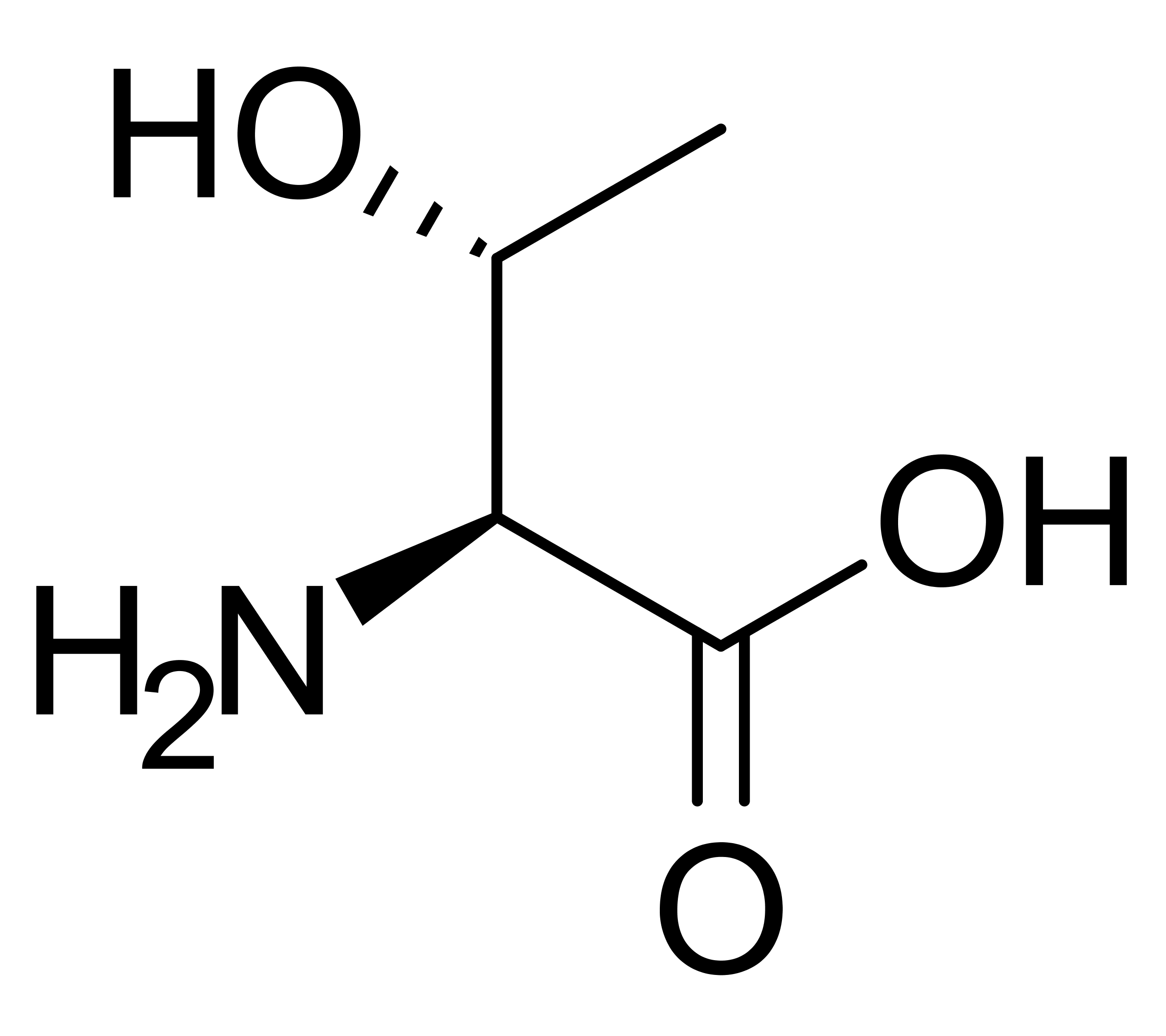
Treonina

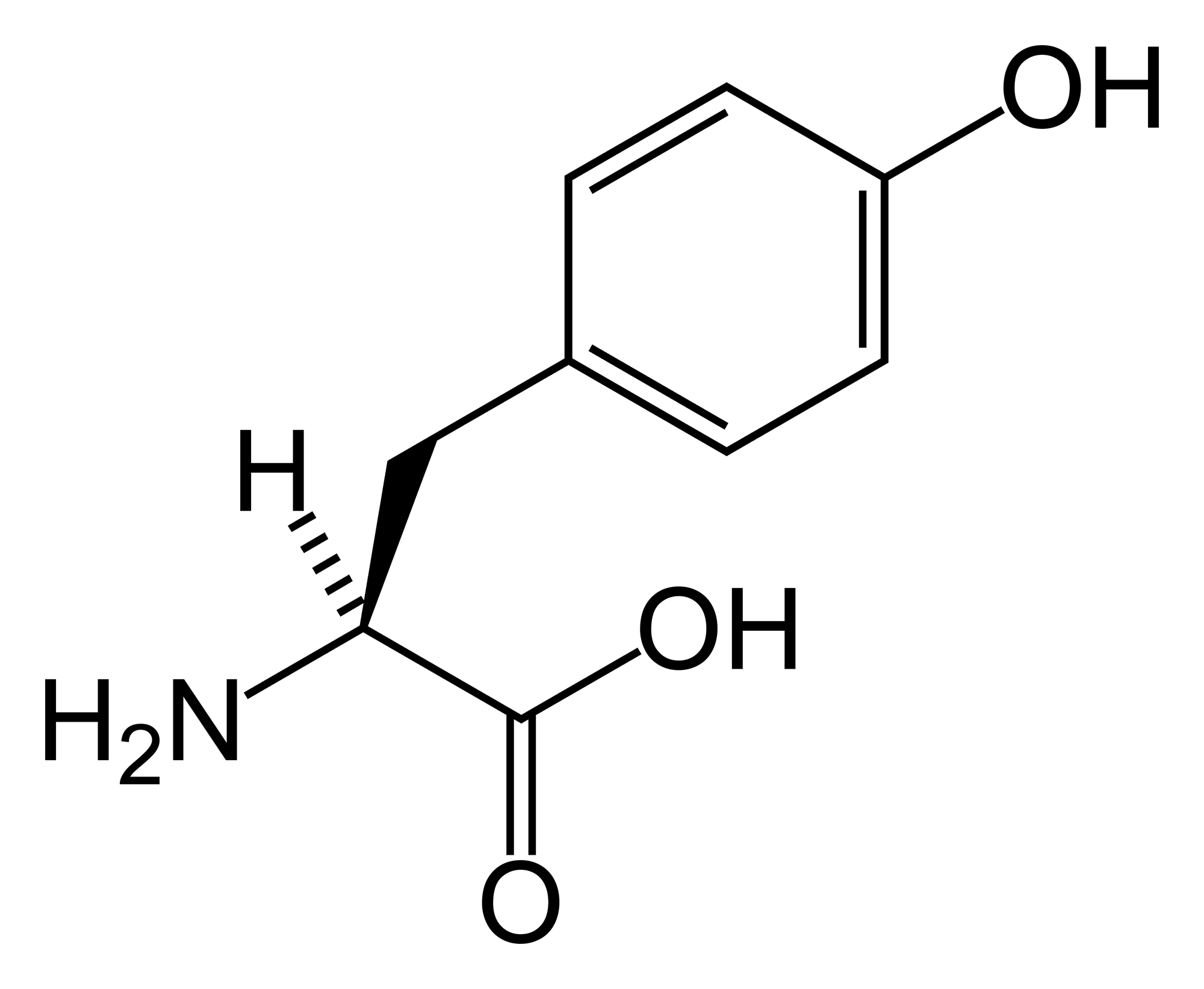
Tyrozyna

Hydroksyaminokwasy – organiczne związki chemiczne z grupy aminokwasów zawierające w łańcuchu bocznym grupy hydroksylowe. Spośród 20 podstawowych aminokwasów białkowych, trzy są hydroksyaminokwasami: seryna, treonina (zawierające grupy alkoholowe) oraz tyrozyna (zawierająca ugrupowanie fenolowe).